# Кардоннел-Лоусон, Адам
Адам Мансфелдт де Кардоннел-Лоусон (англ. Adam Mansfeldt de Cardonnel-Lawson; 1746 или 1747 — июнь 1820) — британский антиквар и коллекционер древностей.

## Биография
Адам Кардоннел, родившийся в 1846 или 1847 году, был единственным выжившим сыном в семействе Мансфелдта де Кардоннела из Масселборо, комиссара Шотландии по таможенным и соляным налогам, и Энн Хилтон.
Получив медицинское образование, Кардоннел некоторое время занимался хирургической практикой. Значительное состояние позволяло ему уделять много времени и средств увлечениям — нумизматике, в которой он стал специалистом, и коллекционированию древностей. В 1780 году, с учреждением Антикварного общества Шотландии, Кардоннел был избран его членом, а в 1782—1784 году занимал должность куратора. Во втором томе журнала Archæologia Scotica вышла его статья «Описание римских развалин, найденных в Инвереске» (англ. Description of certain Roman Ruins discovered at Inveresk). Кардоннел оказал значительную помощь Френсису Гроузу во время визита последнего в Шотландию, как сопровождая его в ходе посещения археологических раскопок, так и предоставив в его распоряжение описания своих обширных коллекций.
После смерти в Нортумберленде своего родственника Хилтона Лоусона Кардонелл оказался единственным наследником его состояния и переехал из Шотландии в Англию, присоединив к родовой фамилии также фамилию Лоусон. В 1796 году он занимал место шерифа графства. Последние годы жизни он в основном провёл в Бате, скончавшись в 1820 году в возрасте 73 лет. Похоронен 14 июня 1820 года в Крамлингтоне (Нортумберленд). Его сын, также носивший имя Адам, скончался бездетным в 1838 году, после чего мужская линия рода прервалась.

## Труды
- «Description of certain roman Ruins discovered at Inveresk» («Archaeologica Scotica» II)[5];
- «Numismata Scotiae» (Эдинбург, 1786);
- «Picturesque Antiquities of Scotland» (Лондон, 1788—1793).